# 足寄ヘリポート
足寄ヘリポート（あしょろヘリポート）は、北海道足寄郡足寄町中矢198番地に所在するヘリポートである。管理面積は1.5ha。
1990年（平成2年）に、道内初の公共用ヘリポートとして開場している。
2014年（平成26年）4月3日に、国土交通省が関与する公共用へリポートとしての役割を終え、公共用へリポートとしては用途廃止となった。
なお、株式会社アルファーアビエィションが運営する操縦士訓練所（足寄運航所）が設置され、へリポート施設は引き続き管理されている。

## 利用状況
操縦士訓練所が設置されているが、地域の緊急医療輸送、農薬散布、送電線整備等のヘリコプター発着運用は公共用途の廃止に伴い停止されている。なお、北海道防災航空室の指定離陸場となっており、有事の際は災害救援活動の拠点となる。
2004年（平成16年）度の発着回数は29回。1998年（平成10年）度から2004年（平成16年）度の年間平均発着数は約57便。